# Jiří Hendrych
Jiří Hendrych (28. prosince 1913 Lom u Mostu – 16. května 1979 Praha) byl český a československý poúnorový politik Komunistické strany Československa, člen Ústředního výboru Komunistické strany Československa, poslanec Národního shromáždění ČSR, Národního shromáždění ČSSR a Sněmovny lidu Federálního shromáždění a jedna z nejvlivnějších postav KSČ během éry Antonína Novotného.

## Biografie

### Do roku 1945
Od roku 1931 byl členem československého Komsomolu. V meziválečné ČSR byl zatčen a vyloučen ze studia na Právnické fakultě Univerzity Karlovy pro „rozvratnou činnost“ mezi vojáky. Od roku 1934 byl členem KSČ a ve druhé polovině 30. let byl funkcionářem strany na Kladensku. Za druhé světové války byl aktivní v odboji. V letech 1939–1941 zastával post člena ilegálního krajského výboru KSČ v Kladně. Koncem srpna 1941 ho zatklo gestapo a až do konce války byl vězněn v koncentračním táboře Mauthausen.

### Po roce 1945 – funkcionář KSČ
Po osvobození se zapojil opět do politické práce pro KSČ. Koncem 40. let se profiloval jako odborník na „boj proti ideologické diverzi“. Zastával četné stranické posty. VIII. sjezd KSČ ho zvolil za člena Ústředního výboru Komunistické strany Československa. IX. sjezd KSČ, X. sjezd KSČ, XI. sjezd KSČ, XII. sjezd KSČ a XIII. sjezd KSČ ho ve funkci potvrdil. Od ledna do září 1951 a znovu od září 1951 do února 1952 byl členem organizačního sekretariátu ÚV KSČ. Od září 1951 do února 1952 a znovu od června 1954 až do dubna 1968 byl tajemníkem ÚV KSČ. V období červen 1958 – prosinec 1962 byl členem politického byra ÚV KSČ, od prosince 1962 do dubna 1968 pak držel post člena předsednictva ÚV KSČ. V letech 1965–1968 byl rovněž členem ideologické komise ÚV KSČ. Dále byl od června 1954 do dubna 1968 členem sekretariátu ÚV KSČ. V roce 1955 mu byl udělen Řád republiky, v roce 1963 Řád Klementa Gottwalda.
Dlouhodobě zasedal v nejvyšších zákonodárných sborech. Po volbách do Národního shromáždění roku 1948 byl zvolen do Národního shromáždění za KSČ ve volebním kraji Ústí nad Labem. Mandát nabyl až dodatečně v prosinci 1948 jako náhradník poté, co rezignoval poslanec Václav Lavička. Poslanecké křeslo získal i ve volbách v roce 1954 (volební obvod České Budějovice), ve volbách v roce 1960 (nyní již jako poslanec Národního shromáždění ČSSR za Jihočeský kraj a ve volbách v roce 1964. V Národním shromáždění zasedal až do konce jeho funkčního období v roce 1968.

### Spolupracovník Antonína Novotného
Od konce 50. let patřil k nejbližším spolupracovníkům Antonína Novotného (znal se s ním z Mauthausenu). Spolu s Vladimírem Kouckým měl výrazný vliv na dozor nad ideologií a kulturou, kde střídavě podporoval i eliminoval reformní a liberální proudy v umělecké tvorbě. V roce 1960 se podílel jako člen vedení strany na debatě o nové Ústavě Československé socialistické republiky. Roku 1963 vedl delegaci ÚV KSČ na 3. sjezdu Svazu československých spisovatelů, kde se opakovaně řešila kritika kulturní politiky 50. let. K žádným postihům vystupujících umělců ale nedošlo. V roce 1966 bývá jeho jméno zmiňováno v souvislosti s polemikou mezi historikem Václavem Králem a Gustávem Husákem ohledně hodnocení Slovenského národního povstání a obecněji politiky slovenských komunistů. Historik Čestmír Amort uvádí, že Král měl napsat ostrou recenzi Husákových pamětí na objednávku Hendrycha.

### Čtvrtý sjezd spisovatelů
V roce 1967 patřil k hlavním iniciátorům dočasného obratu vedení KSČ směrem ke konzervativní linii. V červnu 1967 vedl represe KSČ proti reformním komunistům, kteří kriticky vystoupili na 4. sjezdu Svazu československých spisovatelů. Sjezd se konal 27. až 29. června 1967, Hendrych byl přítomen coby vedoucí delegace ÚV KSČ. Jednání sjezdu demonstrativně opustil, když Pavel Kohout začal číst dopis Alexandra Solženicyna sjezdu sovětských spisovatelů. Podle Kohouta při odchodu Hendrych prohlásil: „Všecko proserete…!“

### Pražské jaro
Koncem roku 1967 přešel na stranu kritiků Antonína Novotného; v prosinci 1967 při zasedání předsednictva ÚV KSČ už patřil mezi dočasnou protinovotnovskou koalici a umožnil tak sesazení Novotného z postu prvního tajemníka. To otevřelo prostor pro reformní snahy pražského jara roku 1968. Během pražského jara byl nicméně odstaven z funkcí společně s Antonínem Novotným a byl považován za jednu z hlavních postav předlednové éry.

### Normalizace
Po invazi vojsk Varšavské smlouvy do Československa již nebyla jeho politická kariéra obnovena. Po federalizaci Československa usedl roku 1969 do Sněmovny lidu Federálního shromáždění, kde setrval do voleb v roce 1971. Jeho úmrtí zaznamenal deník KSČ Rudé právo pouze drobnou zprávou zveřejněnou na druhé straně.